# Волдорф (Мериленд)
Волдорф (енгл. Waldorf) насељено је место без административног статуса у америчкој савезној држави Мериленд.

## Демографија
По попису из 2010. године број становника је 67.752, што је 45.44 (203,7%) становника више него 2000. године.
| Група             | 2000.          | 2010.          |
| Белци             | 13.268 (59,5%) | 22.499 (33,2%) |
| Афроамериканци    | 7.136 (32,0%)  | 36.152 (53,4%) |
| Азијати           | 578 (2,6%)     | 2.664 (3,9%)   |
| Хиспаноамериканци | 650 (2,9%)     | 3.972 (5,9%)   |
| Укупно            | 22.312         | 67.752         |